# Haud

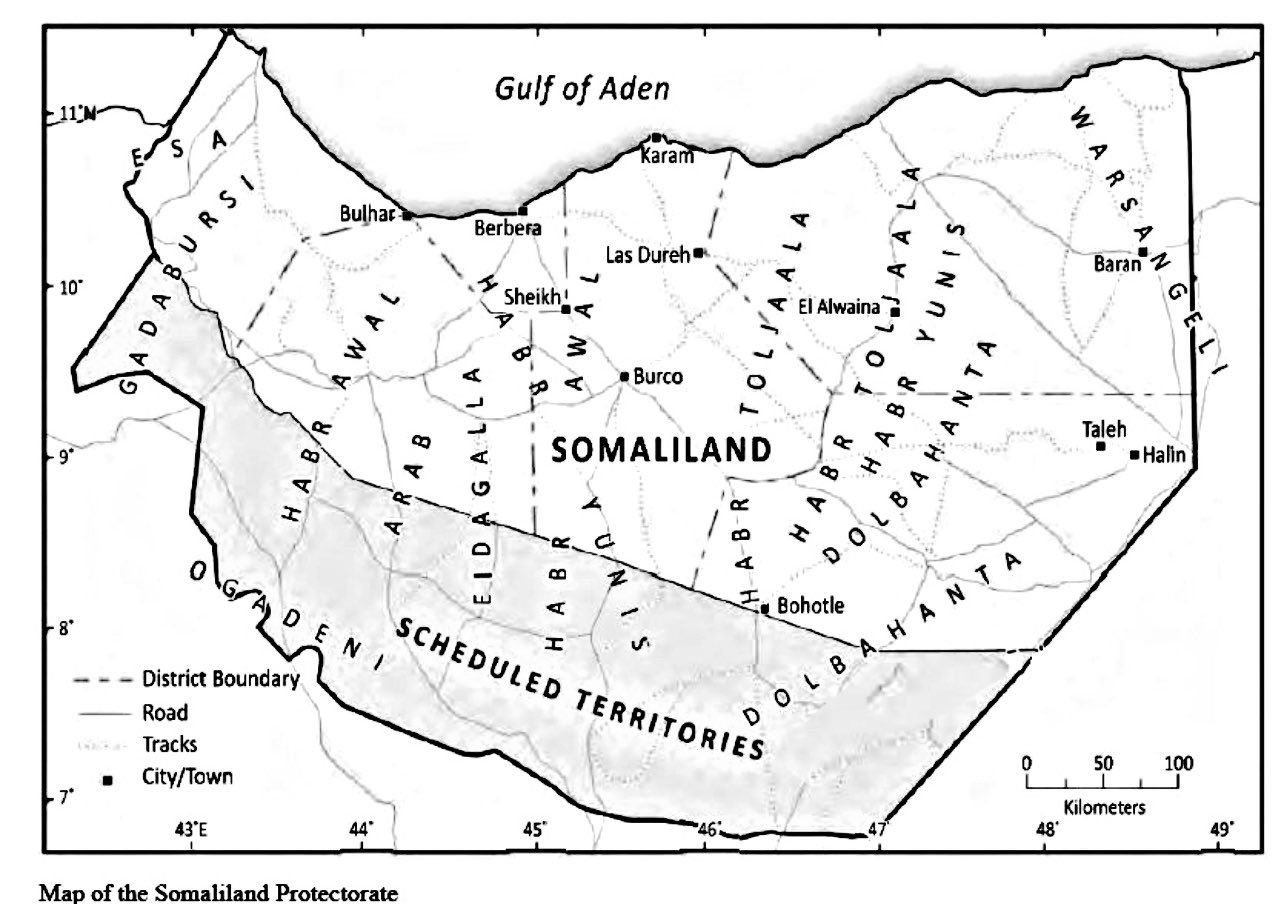
Mapa do Protetorado da Somalilândia Britânica.

O Haud (também Hawd; em somali:  Hawd, em árabe: هَوْد), anteriormente conhecida como Área de Reserva Hawd, é um planalto situado no Corno de África que consiste em arbustos espinhosos e pastagens. A região inclui a parte sul da Somalilândia, bem como as partes norte e leste da região somali da Etiópia. O Haud é uma região histórica e também uma importante área de pastagem e foi repetidamente referenciada em inúmeros poemas notórios. A região também é conhecida pelo solo vermelho, causado pela riqueza de ferro do solo. O Haud cobre uma área estimada em cerca de 119.000km quadrados, mais de nove décimos do tamanho da Inglaterra, ou aproximadamente o tamanho da Coreia do Norte.

## Visão geral

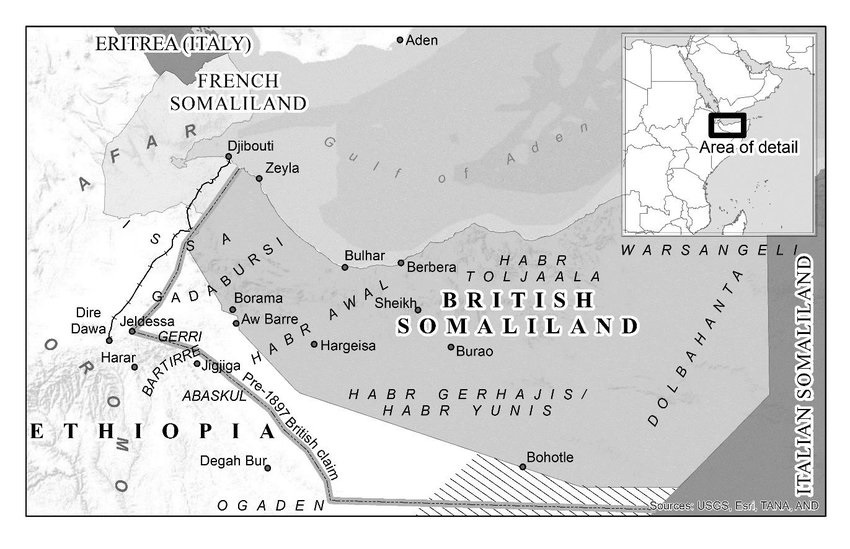
Mapa da Somalilândia Britânica e seções do Haud.

O Haud tem extensão indeterminada; algumas autoridades consideram que denota a parte da Etiópia a leste da cidade de Harar. I.M. Lewis fornece uma descrição muito mais detalhada, indicando que atinge o sul a partir do sopé das montanhas Golis e Ogo. "As pontas norte e leste ficam dentro da República da Somália, enquanto as porções oeste e sul (que mais tarde se fundem com o planalto da Ogadênia) fazem parte da província de Harari, na Etiópia." Durante décadas, esta (assim como toda Ogadênia) tem sido uma área de conflito e controvérsia. A porção oriental de Haud é tradicionalmente referida como Ciid. Devido à falta de poços permanentes, exceto a oeste, a região fica em sua maior parte desabitada durante a estação seca (janeiro a abril), quando os nômades cruzam para a Somalilândia para pastar.
Os britânicos exerceram o controle da Ogadénia a partir de 1941 como parte do Acordo Anglo-Etíope, administrando Haud como parte do protetorado da Somalilândia Britânica, embora a soberania etíope ainda fosse reconhecida na área. De acordo com o mapa no livro, Ethiopia at Bay: A Personal Account of the Haile Selassie Years, o Haud cobria uma área adjacente à Somalilândia Britânica ao sul da latitude 9° e cobrindo os modernos weardas de Aware, Misraq Gashamo, Danot e Boh. Esta região foi definida no acordo de 1942 como incluindo o território etíope dentro de uma faixa contínua de território etíope com 40km de largura, contígua à fronteira da Somalilândia Francesa, que vai da fronteira da Eritreia até à Ferrovia Franco-Etíope. Daí para sudoeste ao longo da ferrovia até a ponte em Haraua. Daí para sul e sudeste, excluindo Gildessa, até à extremidade nordeste das montanhas Garais e ao longo da crista do cume destas montanhas até à sua intersecção com a fronteira da antiga colónia italiana da Somália. Daí ao longo da fronteira até a sua junção com a Somalilândia Britânica.

## Topografia
O terreno do Haud consiste principalmente em planícies. O planalto é coberto por uma areia vermelha característica, que esconde rochas sólidas como os calcários da Núbia, do Eoceno Inferior e Médio, bem como xistos gipsos. Na região do Sool existe uma área central constituída por anidrita do Eoceno Médio.
A região é largamente coberta por arbustos, com muitas espécies de acácias e outras árvores que medem até de 6 a 10 metros de altura com muita erva. Há também vastas extensões de planícies gramadas sem arbustos, conhecidas como ban na Somália. A região está repleta de formigueiros que chegam a atingir 7 metros de altura.

### Flora e fauna
A região abriga uma grande variedade de fauna, incluindo leões, leopardos, chitas, hienas e chacais, bem como muitas espécies de antílopes, porcos-verrugas e uma grande variedade de outros animais menores. O Haud também abriga o avestruz somali, endêmico da região.

## Cessação para a Etiópia
Em 1948, sob pressão dos seus aliados da Segunda Guerra Mundial e para consternação dos somalis, os britânicos assinaram o Acordo Anglo-Etíope e entregaram Haud e a região da Somália à Etiópia, com base no tratado anglo-etíope anterior que assinaram em 1897, em que os britânicos cederam o território da Somalilândia ao imperador etíope Menelique em troca de sua ajuda contra ataques de clãs somalis. A Grã-Bretanha incluiu a condição de que os residentes somalis manteriam a sua autonomia, mas a Etiópia reivindicou imediatamente a soberania sobre a área. Isto levou a uma tentativa mal sucedida da Grã-Bretanha em 1956 para comprar de volta o território da Somalilândia que tinha entregado, o qual alguns presumiam ser um "protetorado" pelos tratados britânicos com os clãs somalis em 1884 e 1886).

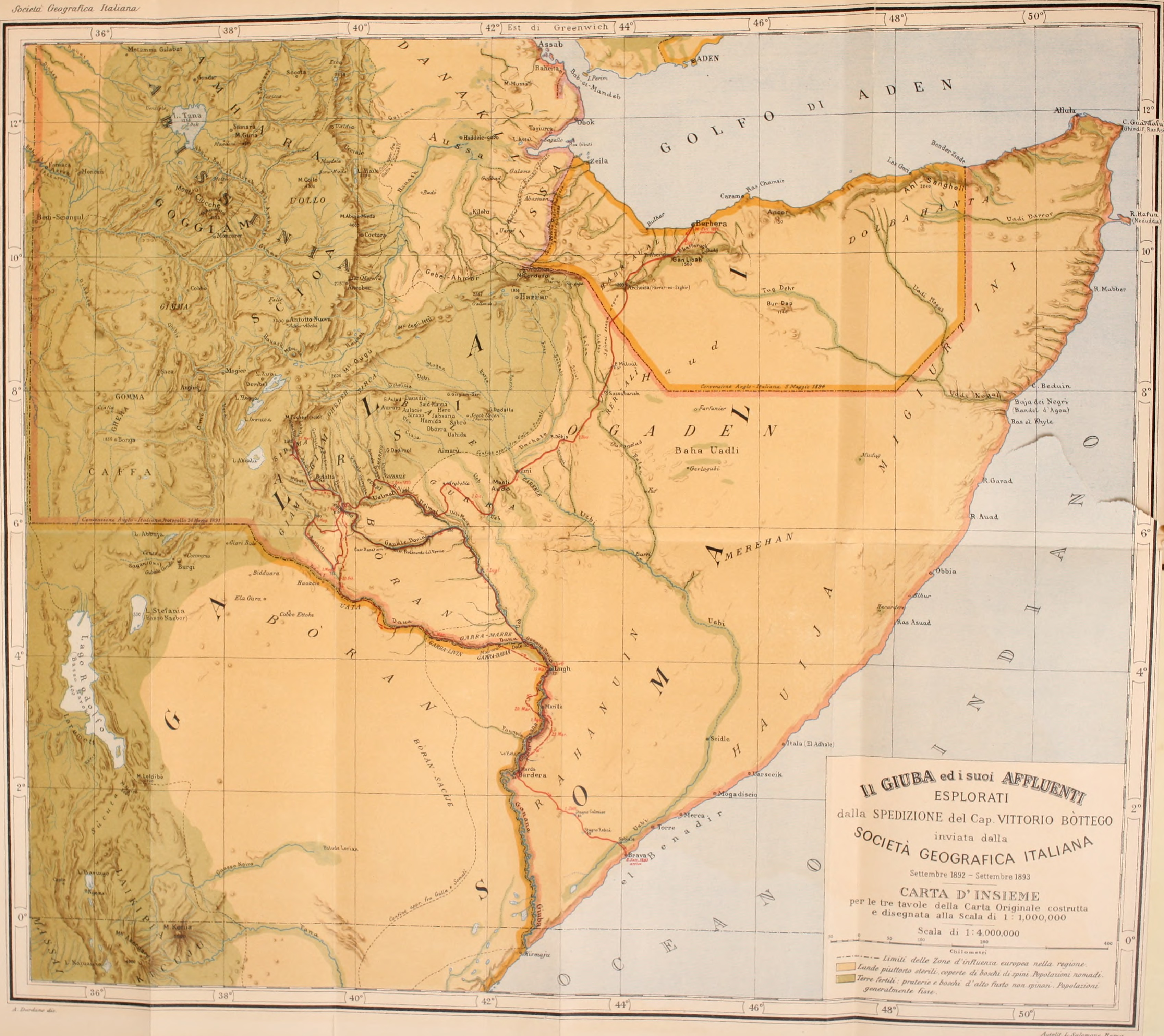
Mapa do século XIX mostrando Haud como parte do protetorado da Somalilândia Britânica.

### Delegação Haud
Em resposta à cessação da Reserva Haud e das regiões da Ogadênia para a Etiópia no ano de 1948, o quinto Grande Sultão do clã Isaaq, Abdillahi Deria, liderou uma delegação de políticos e sultões, incluindo o Sultão Habr Awal Sultão Abdulrahman Sultan Deria e ativista político e o peso-pesado Michael Mariano, do Habr Je'lo, ao Reino Unido para fazer uma petição e pressionar o governo para devolvê-los.

Em Imperial Policies and Nationalism in The Decolonization of Somaliland, 1954-1960, o historiador Jama Mohamed escreve:
A NUF fez campanha pela devolução dos territórios tanto na Somalilândia como no estrangeiro. Em março de 1955, por exemplo, uma delegação composta por Michael Mariano, Abokor Haji Farah e Abdi Dahir foi a Mogadíscio para ganhar o apoio e a cooperação dos grupos nacionalistas na Somália. E em fevereiro e maio de 1955, outra delegação composta por dois sultões tradicionais (Sultão Abdillahi Sultan Deria e Sultão Abdulrahman Sultan Deria) e dois políticos moderados com formação ocidental (Michael Mariano, Abdirahman Ali Mohamed Dubeh) visitou Londres e Nova Iorque. Durante a sua visita a Londres, encontraram-se formalmente e discutiram o assunto com o Secretário de Estado das Colónias, Alan Lennox-Boyd. Eles contaram a Lennox-Boyd sobre os tratados anglo-somalis de 1885. Nos termos dos acordos, afirmou Michael Mariano, o Governo britânico «comprometeu-se a nunca ceder, vender, hipotecar ou de outra forma entregar para ocupação, salvo ao Governo britânico, qualquer parte do território por eles habitado ou que esteja sob o seu controlo». Mas agora o povo somali “ouviu que as suas terras estavam a ser dadas à Etiópia ao abrigo de um Tratado Anglo-Etíope de 1897”. Esse tratado, no entanto, estava “em conflito” com os tratados anglo-somalianos “que tiveram precedência no tempo” sobre o Tratado Anglo-Etíope de 1897[. ] O governo britânico 'excedeu seus poderes quando concluiu o Tratado de 1897 e ... o Tratado de 1897 não era vinculativo para as tribos.' O Sultão Abdillahi acrescentou também que o acordo de 1954 foi um "grande choque para o povo somali", uma vez que não tinham sido informados sobre as negociações e uma vez que o governo britânico administrava a área desde 1941. Os delegados solicitaram, como disse o Sultão Abdulrahman, o adiamento da implementação do acordo para “conceder à delegação tempo para apresentar o seu caso” no Parlamento e nas organizações internacionais.

## Demografia
O Haud é habitado principalmente pela família do clã Isaaq, mais notavelmente pelos clãs Garhajis, Habr Awal, Habr Je'lo e Arap, e faz parte do território tradicional central da família do clã mais ampla. Vários subclãs do clã Darod também estão presentes na região, mais notavelmente os subclãs Ogaden, Jidwaaq, Reer-Darwiish e Majerten.

## Cidades notáveis em Haud
- Rabaso
- Aware
- Buhodle
- Gashamo
- Daroor
- Harshin
- Hartashek
- Danot